# Álvaro Leonel Ramazzini Imeri
Álvaro Leonel Ramazzini Imeri (Guatemala-Stad, 16 juli 1947) is een Guatemalteeks geestelijke en een kardinaal van de Rooms-Katholieke Kerk.
Ramazzini Imeri studeerde kerkelijk recht aan de Pauselijke Universiteit Gregoriana in Rome. Hij werd op 27 juli 1971 priester gewijd.
Op 15 december 1988 werd Ramazzini Imeri benoemd tot bisschop van San Marcos; zijn bisschopswijding vond plaats op 6 januari 1989. Op 14 mei 2012 volgde zijn benoeming tot bisschop van Huehuetenango.
Ramazzini Imeri werd tijdens het consistorie van 5 oktober 2019 kardinaal gecreëerd. Hij kreeg de rang van kardinaal-priester. Zijn titelkerk werd de San Giovanni Evangelista a Spinaceto.
- Gemeinsame Normdatei: 1147175004
- International Standard Name Identifier: 0000 0000 5156 0287
- Library of Congress Control Number: no2008147580
- Virtual International Authority File: 46586496
- WorldCat: E39PBJvRT4RQYym3K3TW4y3RKd